# أجاي أهوجا
أجاي أهوجا (بالهندية: अजय अहुजा؛ بالإنجليزية: Ajay Ahuja) هو طيار جوي ‏ هندي، ولد في 22 مايو 1964، وتوفي في 27 مايو 1999 في كرغيل في الهند بسبب قتل في المعركة.